# Aborto en la República Checa
El aborto en la República Checa es legal durante las 12 primeras semanas de embarazo, con indicaciones médicas hasta las 24 semanas de embarazo, en caso de problemas graves con el feto en cualquier momento. Aquellos efectuados por indicaciones médicas están cubiertos por el seguro de salud pública, pero, de lo contrario, el aborto es relativamente asequible en la República Checa.  En Idioma checo, el aborto inducido se conoce como interrupce o umělé přerušení těhotenství, coloquialmente potrat ("aborto espontáneo").

## Historia

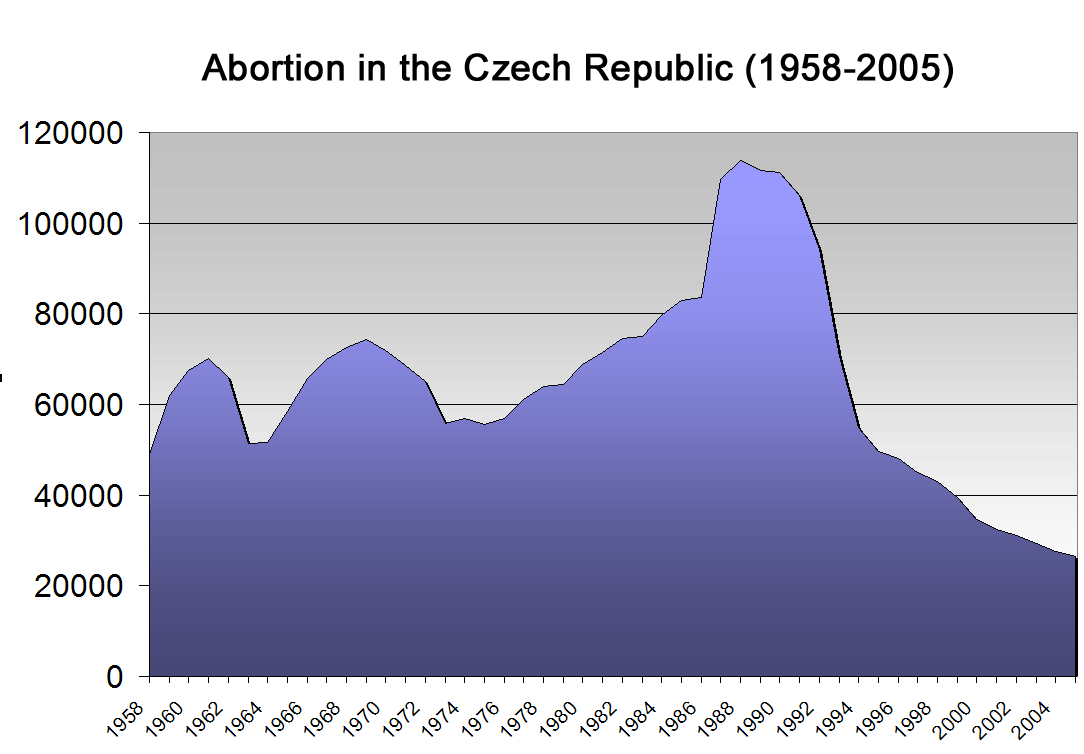
El número de abortos inducidos en la República Checa entre 1958 y 2005.

En 1957 el aborto fue legalizado en Checoslovaquia, aunque con restricciones que dependían de la política del gobierno de turno. En 1986 las restricciones fueron levantadas dando lugar al crecimiento del número de abortos.
Desde 1993, los abortos por razones no médicas no han sido financiados por el sistema de salud pública. El máximo índice de abortos fue alcanzado en 1990 con aproximadamente 100 000 por año, pero ha ido declinando firmemente desde entonces, logrando menos de 1/3 del nivel máximo en 2004. Las razones para esta disminución han incluido la mayor disponibilidad de métodos de contracepción y mejor educación sexual .

## Estadística
El número total de abortos en 2009 fue de 40 528, de los cuales 14 629 (es decir, el 3.1%) fueron abortos espontáneos, 24 636 (60.79%) abortos inducidos (históricamente el menor número de casos), de los cuales el 77% fueron miniinterrupciones. Dentro de las 8 semanas del embarazo). 1,300 de embarazos ectópicos fueron abortados. El número de abortos total por mujer es de 0.53, aborto inducido es de 0.34.
A partir de 2010, la tasa de abortos fue de 10.7 por cada 1 000 mujeres de 15 a 44 años.

A nivel regional, la mayor proporción de abortos es en el norte y el noroeste de Bohemia debido a la estructura de la población (en 2002 en el distrito de Tachov 31.3% de los abortos fueron inducidos). Las proporciones más bajas son en distritos rurales del sur de Moravia y las Tierras Altas de Bohemian-Moravian (en 2002 en el distrito de Žďár nad Sázavou el 15.5% de los abortos fueron inducidos).  Los índices de abortos en ciudades industriales grandes son generalmente más altos comparados a los de ciudades pequeñas y del campo.
Las mujeres casadas forman el segmento más grande pero su proporción está decreciendo en favor de mujeres jóvenes solteras. Las mujeres con nivel terciario de educación tienen aproximadamente el 6% de los abortos inducidos. En 2009 7.5% de las mujeres fueron extranjeras viviendo en la República Checa. Estadísticas oficiales sobre turismo de aborto (principalmente de la vecina Polonia donde el aborto inducido es estrictamente limitado por ley) no existen, pero se estima que los números son bajos.

## Opinión pública
El público en la República Checa generalmente apoya el legalización del aborto. Esto ha sido confirmado por varias encuestas de opinión.
- En abril de 2003, un reporte de CDC/ORC Macro se examinó las opiniones sobre el aborto entre las mujeres de 15 a 44 años, preguntando, "¿crees que una mujer siempre tiene el derecho a decidir sobre su embarazo, incluida la decisión de tener un aborto?" En 1993, el 85% de los Checos encuestados pensaba que una mujer siempre tuvo el derecho al aborto y el 15% no lo hizo. De esas 15%, 91% cree que el aborto es aceptable en casos de peligro para la vida, el 74% en los casos de defectos fetales, 72% en los casos de riesgo para la salud, el 71% en los casos de violación, el 16% si la familia no podía mantener financieramente a un niño, y un 8% si la mujer era soltera.[5]
- Una encuesta de Euro RSCG/TNS Sofres en mayo del 2005 examinó las actitudes hacia el aborto en 10 países europeos, preguntando a los corresponsales si estaban de acuerdo con la declaración: "Si una mujer no quiere tener hijos, se le debe permitir un aborto". El 66% de checos respondió "mucho", el 15% respondió "un poco", el 8% respondió "no realmente", y respondió el 10% "no en todos". El apoyo para la disponibilidad del aborto en la República Checa, de un 81%, fue el más alto de todas las naciones participantes en la encuesta.[6]
- En mayo del 2007, una encuesta de CVVM encontró que el 72% de checos creen que el aborto debe ser permitido "a petición de la mujer", el 19% que debe ser permitido por "motivos sociales", el 5% que debe ser permitido solamente si "la salud de la mujer está en riesgo", el 1% que debe ser "prohibido".[7]
- En una encuesta del Pew Research Center de 2013, cuando se le preguntó acerca de la moralidad del aborto, el 49% de los encuestados en la República Checa dijo que el aborto es moralmente aceptable y el 19% dijo que era inaceptable.[8]